# Heavily indebted poor countries

De landen die zijn erkend als HIPC's
Landen die in aanmerking komen voor steun
Landen die in aanmerking komen voor steun, maar wier overheid nog niet aan de voorwaarden voldoet
Landen die volgens activisten aan de lijst toegevoegd moeten worden

Het heavily indebted poor countries (HIPC) programma heeft als doelstelling de schulden van 's werelds armste landen naar een aanvaardbaar niveau terug te brengen, onder de voorwaarde dat de overheden van deze landen naar behoren functioneren.
Het HIPC-initiatief wordt mogelijk gemaakt door het Internationaal Monetair Fonds en de Wereldbank, die samen het programma opzetten in 1996. In 1999 werd het programma opnieuw bekeken en bijgesteld. Het uiteindelijk doel van het IMF en de Wereldbank is het terugdringen van armoede.
Momenteel komen 38 ontwikkelingslanden in aanmerking voor steun, 32 daarvan liggen rond de Sahara. 27 landen hebben tot dusver 54 miljard dollar aan hulp ontvangen:
- Benin
- Bolivia
- Burkina Faso
- Democratische Republiek Congo
- Ethiopië
- Gambia
- Ghana
- Guinee
- Guinee-Bissau

- Guyana
- Honduras
- Kameroen
- Madagaskar
- Malawi
- Mali
- Mauritanië
- Mozambique
- Nicaragua

- Niger
- Rwanda
- Sao Tomé en Principe
- Senegal
- Sierra Leone
- Tanzania
- Tsjaad
- Oeganda
- Zambia